# Consonne occlusive bilabiale voisée
La consonne occlusive bilabiale voisée est un son consonantique fréquent dans de nombreuses langues. Le symbole dans l'alphabet phonétique international est [b].
Dans certaines langues, comme les langues slaves (on parle alors de consonne mouillée), il peut être palatalisé [bʲ]. Il peut également être aspiré [bʱ].

## Caractéristiques
Voici les caractéristiques de la consonne occlusive bilabiale voisée.
- Son mode d'articulation est occlusif, ce qui signifie qu'elle est produite en obstruant l’air du chenal vocal.
- Son point d’articulation est bilabial, ce qui signifie qu'elle est articulée avec les deux lèvres.
- Sa phonation est voisée, ce qui signifie que les cordes vocales vibrent lors de l’articulation.
- C'est une consonne orale, ce qui signifie que l'air ne s’échappe que par la bouche.
- C'est une consonne centrale, ce qui signifie qu’elle est produite en laissant l'air passer au-dessus du milieu de la langue, plutôt que par les côtés.
- Son mécanisme de courant d'air est égressif pulmonaire, ce qui signifie qu'elle est articulée en poussant l'air par les poumons et à travers le chenal vocatoire, plutôt que par la glotte ou la bouche.

## En français
Le français possède le [b], comme dans le mot bouche.

## Autres langues
Dans plusieurs langues, comme l'allemand, le néerlandais et le russe, une lettre finale b est plus sourde, comme [p] ou [b̥].
En grec ancien, le β était prononcée [b]. Le grec moderne le prononce [v]. Dans les mots d'origine étrangère, [b] est épelé ‹ μπ › (‹ mp ›).
L'espagnol possède le [b] écrit b, et plusieurs dialectes[Lesquels ?] prononcent le v en [b], mais l'espagnol européen standard prononce [β].
L'italien possède le [b] écrit b, comme dans les mots banca, cibo et alba.
Le corse écrit le [b] en utilisant divers graphies :
- b ou bb (et vv dans une grande moitié nord de l'île) à l'intérieur d'un mot : libertà « liberté », abbastanza « suffisamment », avvèdeci « au revoir ».
- b (et v dans cette même moitié nord) en première lettre d'un mot placé qui est après une syllabe tonique, après une consonne ou en début de phrase : bastà « suffire », vechju « vieux ».